# Галкин, Павел Николаевич
Па́вел Никола́евич Га́лкин (1932—2014) — советский промышленный деятель, генеральный директор Запорожского титано-магниевого комбината, Герой Социалистического Труда (1986), заслуженный металлург УССР (1976), кандидат технических наук.

## Биография
Родился в Кисловодске. В 1955 году окончил Северо-Кавказский горно-металлургический институт им. С.Орджоникидзе по специальности «инженер-металлург» и стал работать на Днепровском титано-магниевом заводе (ныне — Запорожский титано-магниевый комбинат).
Придя ещё до запуска завода, он работал на его строительстве. Последовательно занимал должности сменного мастера, начальника смены, мастера металлургического участка (цех № 1), мастера смены, старшего мастера, заместителя начальника цеха, начальника гидрометаллургического участка, начальника цеха № 8, главного инженера.
В 1972 году стал директором комбината. Галкин был ректором университета технического прогресса и экономики, который функционировал на ЗТМК.
За время руководства Галкиным комбинат многократно побеждал во Всесоюзном социалистическом соревновании, и в 1985 году был награждён орденом Октябрьской Революции.
Указом Президиума Верховного Совета СССР от 19 февраля 1986 года за «досрочное выполнение заданий одиннадцатой пятилетки, большой личный вклад в развитие титано-магниевой и полупроводниковой промышленности и проявленный трудовой героизм» Павел Галкин был удостоен высокого звания Героя Социалистического Труда с вручением ордена Ленина и медали «Серп и Молот».
Был награждён двумя орденами Ленина (1971, 1986), орденом Октябрьской Революции (1981), двумя орденами «Знак Почёта» (1966, 1974), медалью «За доблестный труд. В ознаменование 100-летия со дня рождения Владимира Ильича Ленина». Галкин был делегатом XXVII съезда КПСС, делегатом 25-27 съездов КПУ, кандидатом в члены ЦК компартии Украины, депутатом городского Совета народных депутатов. В 2008 году был награждён знаком отличия «За заслуги перед Запорожским краем» Запорожского областного совета.
Кандидат технических наук. Автор научных работ в области теории и практики производства титановых и полупроводниковых материалов (38 статей, 50 изобретений).
Перестал руководить комбинатом в 1993 году, остался советником нового генерального директора. Проживал в Запорожье.
Скончался в сентябре 2014 года. Соболезнования родным и близким выразили представители городской и областной власти, областная федерация работодателей, областной союз промышленников «Потенциал».